# Otto Hemele
Otakar „Otto” Hemele (Prága, 1926. január 22. – Prága, 2001. május 31.) cseh labdarúgócsatár.
A csehszlovák válogatott tagjaként részt vett az 1954-es labdarúgó-világbajnokságon.